# Lijst van Australische ministers van Defensie
Dit artikel bevat een lijst van ministers van Defensie van Australië.

## Ministers van Defensie (1949–heden)
| Minister van Defensie Minister for Defence | Minister van Defensie Minister for Defence | Minister van Defensie Minister for Defence | Ambtstermijn               | Ambtstermijn      | Partij(en)        | Premier(s)                    | Kabinet(en)                                     | Overige functie(s)                    |
| ------------------------------------------ | ------------------------------------------ | ------------------------------------------ | -------------------------- | ----------------- | ----------------- | ----------------------------- | ----------------------------------------------- | ------------------------------------- |
|                                            | Eric Harrison                              | Eric Harrison (1892–1974)                  | 19 december 1949           | 25 oktober 1950   | LP                | Robert Menzies (1949–1966)    | Menzies IV                                      |                                       |
|                                            | Philip McBride                             | Philip McBride (1892–1982)                 | 25 oktober 1950            | 10 december 1958  | LP                | Robert Menzies (1949–1966)    | Menzies IV                                      |                                       |
| Menzies V                                  | Philip McBride                             | Philip McBride (1892–1982)                 | 25 oktober 1950            | 10 december 1958  | LP                | Robert Menzies (1949–1966)    |                                                 |                                       |
| Menzies VI                                 | Philip McBride                             | Philip McBride (1892–1982)                 | 25 oktober 1950            | 10 december 1958  | LP                | Robert Menzies (1949–1966)    |                                                 |                                       |
| Menzies VII                                | Philip McBride                             | Philip McBride (1892–1982)                 | 25 oktober 1950            | 10 december 1958  | LP                | Robert Menzies (1949–1966)    |                                                 |                                       |
|                                            | Athol Townley                              | Athol Townley (1905–1963)                  | 10 december 1958           | 18 december 1963  | LP                | Robert Menzies (1949–1966)    | Menzies VIII                                    |                                       |
| Menzies IX                                 | Athol Townley                              | Athol Townley (1905–1963)                  | 10 december 1958           | 18 december 1963  | LP                | Robert Menzies (1949–1966)    |                                                 |                                       |
|                                            | Paul Hasluck                               | Paul Hasluck (1905–1993)                   | 18 december 1963           | 24 april 1964     | LP                | Robert Menzies (1949–1966)    | Menzies X                                       |                                       |
|                                            | Shane Paltridge                            | Shane Paltridge (1910–1966)                | 24 april 1964              | 26 januari 1966   | LP                | Robert Menzies (1949–1966)    | Menzies X                                       | Leider in de Senaat                   |
|                                            | Allen Fairhall                             | Allen Fairhall (1909–2006)                 | 26 januari 1966            | 12 november 1969  | LP                | Harold Holt (1966–1967)       | Holt I                                          |                                       |
| Holt II                                    | Allen Fairhall                             | Allen Fairhall (1909–2006)                 | 26 januari 1966            | 12 november 1969  | LP                | Harold Holt (1966–1967)       |                                                 |                                       |
| John McEwen (1967–1968)                    | Allen Fairhall                             | Allen Fairhall (1909–2006)                 | 26 januari 1966            | 12 november 1969  | LP                | McEwen                        |                                                 |                                       |
| John Gorton (1968–1971)                    | Allen Fairhall                             | Allen Fairhall (1909–2006)                 | 26 januari 1966            | 12 november 1969  | LP                | Gorton I                      |                                                 |                                       |
| John Gorton (1968–1971)                    |                                            | Malcolm Fraser                             | Malcolm Fraser (1930–2015) | 12 november 1969  | 10 maart 1971     | LP                            | Gorton II                                       |                                       |
|                                            | John Gorton                                | John Gorton (1911–2002)                    | 10 maart 1971              | 20 augustus 1971  | LP                | William McMahon (1971–1972)   | McMahon                                         |                                       |
|                                            | David Fairbairn                            | David Fairbairn (1917–1994)                | 20 augustus 1971           | 5 december 1972   | LP                | William McMahon (1971–1972)   | McMahon                                         |                                       |
|                                            | Lance Barnard                              | Lance Barnard (1919–1997)                  | 5 december 1972            | 5 juni 1975       | ALP               | Gough Whitlam (1972–1975)     | Whitlam I                                       | [ 4 ]                                 |
| Whitlam II                                 | Lance Barnard                              | Lance Barnard (1919–1997)                  | 5 december 1972            | 5 juni 1975       | ALP               | Gough Whitlam (1972–1975)     | Vicepremier                                     |                                       |
| Whitlam III                                | Lance Barnard                              | Lance Barnard (1919–1997)                  | 5 december 1972            | 5 juni 1975       | ALP               | Gough Whitlam (1972–1975)     |                                                 |                                       |
|                                            | Bill Morrison                              | Bill Morrison (1928–2013)                  | 5 juni 1975                | 11 november 1975  | ALP               | Gough Whitlam (1972–1975)     |                                                 |                                       |
|                                            | Jim Killen                                 | Jim Killen (1925–2007)                     | 11 november 1975           | 8 mei 1982        | LP                | Malcolm Fraser (1975–1983)    | Fraser I                                        |                                       |
| Fraser II                                  | Jim Killen                                 | Jim Killen (1925–2007)                     | 11 november 1975           | 8 mei 1982        | LP                | Malcolm Fraser (1975–1983)    |                                                 |                                       |
| Fraser III                                 | Jim Killen                                 | Jim Killen (1925–2007)                     | 11 november 1975           | 8 mei 1982        | LP                | Malcolm Fraser (1975–1983)    |                                                 |                                       |
| Fraser IV                                  | Jim Killen                                 | Jim Killen (1925–2007)                     | 11 november 1975           | 8 mei 1982        | LP                | Malcolm Fraser (1975–1983)    |                                                 |                                       |
|                                            | Ian Sinclair                               | Ian Sinclair (1929)                        | 8 mei 1982                 | 11 maart 1983     | NP                | Malcolm Fraser (1975–1983)    |                                                 |                                       |
|                                            | Gordon Scholes                             | Gordon Scholes (1931–2018)                 | 11 maart 1983              | 14 december 1984  | ALP               | Bob Hawke (1993–1991)         | Hawke I                                         |                                       |
|                                            | Kim Beazley                                | Kim Beazley (1948)                         | 14 december 1984           | 4 april 1990      | ALP               | Bob Hawke (1993–1991)         | Hawke II                                        |                                       |
| Hawke III                                  | Kim Beazley                                | Kim Beazley (1948)                         | 14 december 1984           | 4 april 1990      | ALP               | Bob Hawke (1993–1991)         | Leider in het Huis van Afgevaardigden (1988–90) |                                       |
|                                            | Robert Ray                                 | Robert Ray (1947)                          | 4 april 1990               | 11 maart 1996     | ALP               | Bob Hawke (1993–1991)         | Hawke IV                                        |                                       |
| Paul Keating (1991–1996)                   | Robert Ray                                 | Robert Ray (1947)                          | 4 april 1990               | 11 maart 1996     | ALP               | Keating I                     |                                                 |                                       |
| Paul Keating (1991–1996)                   | Robert Ray                                 | Robert Ray (1947)                          | 4 april 1990               | 11 maart 1996     | ALP               | Keating II                    |                                                 |                                       |
|                                            | Ian McLachlan                              | Ian McLachlan (1936)                       | 11 maart 1996              | 22 oktober 1998   | LP                | John Howard (1996–2007)       | Howard I                                        |                                       |
|                                            | John Moore                                 | John Moore (1936)                          | 22 oktober 1998            | 30 januari 2001   | LP                | John Howard (1996–2007)       | Howard II                                       |                                       |
|                                            | Peter Reith                                | Peter Reith (1950–2022)                    | 30 januari 2001            | 25 november 2001  | LP                | John Howard (1996–2007)       | Howard II                                       | Leider in het Huis van Afgevaardigden |
|                                            | Robert Hill                                | Robert Hill (1946)                         | 25 november 2001           | 20 januari 2006   | LP                | John Howard (1996–2007)       | Howard III                                      | Leider in de Senaat                   |
| Howard IV                                  | Robert Hill                                | Robert Hill (1946)                         | 25 november 2001           | 20 januari 2006   | LP                | John Howard (1996–2007)       |                                                 | Leider in de Senaat                   |
|                                            | Brendan Nelson                             | Brendan Nelson (1958)                      | 20 januari 2006            | 3 december 2007   | LP                | John Howard (1996–2007)       |                                                 |                                       |
|                                            | Joel Fitzgibbon                            | Joel Fitzgibbon (1962)                     | 3 december 2007            | 5 juni 2009       | ALP               | Kevin Rudd (2007–2010)        | Rudd I                                          |                                       |
|                                            | John Faulkner                              | John Faulkner (1954)                       | 5 juni 2009                | 14 september 2010 | ALP               | Kevin Rudd (2007–2010)        | Rudd I                                          |                                       |
| Julia Gillard (2010–2013)                  | John Faulkner                              | John Faulkner (1954)                       | 5 juni 2009                | 14 september 2010 | ALP               | Gillard I                     |                                                 |                                       |
| Julia Gillard (2010–2013)                  |                                            | Stephen Smith                              | Stephen Smith (1955)       | 14 september 2010 | 18 september 2013 | ALP                           | Gillard II                                      |                                       |
| Kevin Rudd (2013)                          | Rudd II                                    | Stephen Smith                              | Stephen Smith (1955)       | 14 september 2010 | 18 september 2013 | ALP                           |                                                 |                                       |
|                                            | David Johnston                             | David Johnston (1956)                      | 18 september 2013          | 24 december 2014  | LP                | Tony Abbott (2013–2015)       | Abbott                                          |                                       |
|                                            | Kevin Andrews                              | Kevin Andrews (1955–2024)                  | 24 december 2014           | 20 september 2015 | LP                | Tony Abbott (2013–2015)       | Abbott                                          |                                       |
| Malcolm Turnbull (2015–2018)               | Kevin Andrews                              | Kevin Andrews (1955–2024)                  | 24 december 2014           | 20 september 2015 | LP                | Turnbull I                    |                                                 |                                       |
| Malcolm Turnbull (2015–2018)               |                                            | Marise Payne                               | Marise Payne (1964)        | 20 september 2015 | 24 augustus 2018  | Turnbull I                    | LP                                              |                                       |
| Malcolm Turnbull (2015–2018)               | Turnbull II                                | Marise Payne                               | Marise Payne (1964)        | 20 september 2015 | 24 augustus 2018  |                               | LP                                              |                                       |
|                                            | Christopher Pyne                           | Christopher Pyne (1967)                    | 24 augustus 2018           | 30 mei 2019       | LP                | Scott Morrison (2018–2022)    | Morrison I                                      | Leider in het Huis van Afgevaardigden |
|                                            | Linda Reynolds                             | Linda Reynolds (1965)                      | 30 mei 2019                | 30 maart 2021     | LP                | Scott Morrison (2018–2022)    | Morrison II                                     |                                       |
|                                            | Peter Dutton                               | Peter Dutton (1970)                        | 30 maart 2021              | 23 mei 2022       | LP                | Scott Morrison (2018–2022)    | Morrison II                                     | Leider in het Huis van Afgevaardigden |
|                                            | Richard Marles                             | Richard Marles (1967)                      | 1 juni 2022                | heden             | ALP               | Anthony Albanese (2022–heden) | Albanese                                        | Vicepremier                           |